# کیوکو ناگاتسوکا
 کیوکو ناگاتسوکا (ژاپنی: 長塚京子؛ زادهٔ ۲۲ فوریهٔ ۱۹۷۴) یک تنیس‌باز اهل ژاپن است.